# Henohenomoheji

Henohenomoheji

Henohenomoheji (へのへのもへじ) hoặc hehenonomoheji (へへののもへじ) là một khuôn mặt được học sinh Nhật Bản vẽ bằng ký tự hiragana.
Từ này được chia thành bảy ký tự hiragana: he (へ), no (の), he (へ), no (の), mo (も), he (へ), and ji (じ). Hai chữ he là lông mày, hai chữ no là mắt, chữ mo là mũi, và chữ he cuối cùng là miệng. Đường nét của khuôn mặt do chữ ji tạo ra, hai nét ngắn (dakuten) giúp hình thành tai hoặc má. Henohenomoheji thường được dùng để tượng trưng cho một khuôn mặt không có gì đặc biệt hoặc chung chung, chẳng hạn như khuôn mặt của kakashi (bù nhìn) và teru teru bōzu.